# Arenas movedizas (álbum)

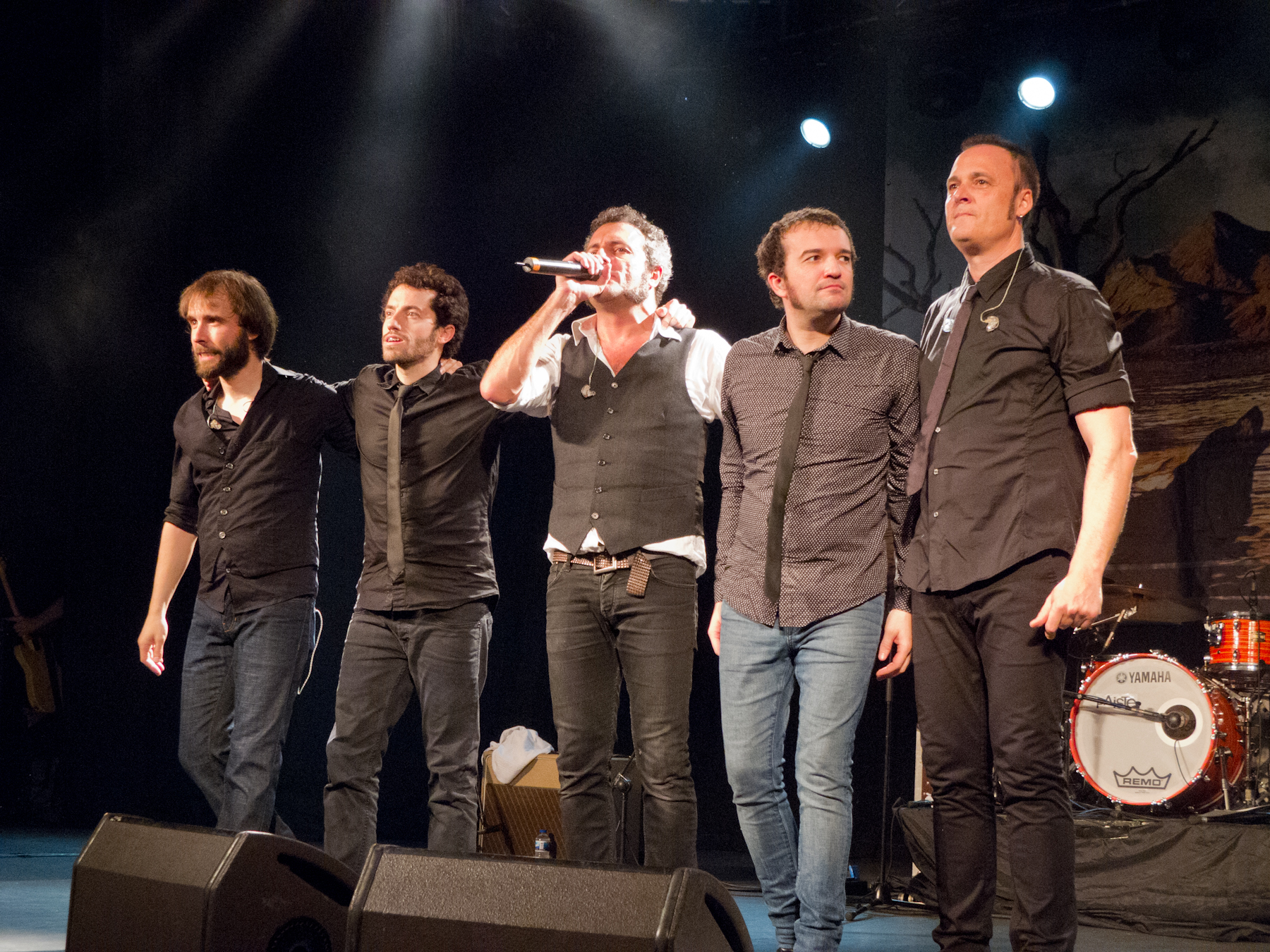
M Clan despidiendo un concierto de la gira de Arenas movedizas.

Arenas movedizas es el octavo álbum de estudio del grupo español de rock M Clan. Es el décimo álbum de su carrera, el octavo en cuanto a álbumes de estudio del grupo, salió a la venta el 6 de noviembre de 2012. Ese mismo mes de noviembre comenzaron una gira de varios meses por España para presentar el álbum en la que cuentan como compañeros para algunas fechas con el grupo argentino Guasones. Asimismo, la banda viajará hasta Argentina en 2013 para dar más conciertos.
El primer sencillo del álbum fue el tema "Escucha mi voz", que se pudo escuchar desde el 9 de octubre de 2012. El videoclip del tema, grabado en Torre del Gerro, en Denia, se hizo público el 26 de noviembre de 2012.
Junto a Ricardo Ruipérez y Carlos Tarque participan en el disco Carlos Raya, Coki Giménez, Prisco Priscus, Iván González «Chapo», Luis Prado, Alejandro Climent «Boli», Phil Skillman, Josué García, David Carrasco y Martín García.
El álbum saltó al número 5 de las listas de ventas de España en su primera semana.

## Lista de canciones
El álbum contiene los siguientes temas, todos ellos compuestos por Carlos Tarque, Ricardo Ruipérez y Carlos Raya.
| N.º   | Título                                                   | Duración |  |
| 1.    | «Para decirte adiós»                                     | 3:38     |  |
| 2.    | «Vidas desiertas»                                        | 4:24     |  |
| 3.    | «Escucha mi voz»                                         | 5:13     |  |
| 4.    | «Cuando el camino duela»                                 | 4:54     |  |
| 5.    | «Noche de aullidos»                                      | 4:18     |  |
| 6.    | «Ritual»                                                 | 3:49     |  |
| 7.    | «Nadie se acordará de ti (El día que llegue el momento)» | 5:00     |  |
| 8.    | «Solo el viento»                                         | 3:42     |  |
| 9.    | «Arenas movedizas»                                       | 4:47     |  |
| 10.   | «Rock & Roll del siglo XXI»                              | 5:17     |  |
| 45:02 |                                                          |          |  |

### Temas adicionales
| Arenas movedizas (versión extendida) "Edición digital en iTunes" |                                                                          |          |  |
| N.º                                                              | Título                                                                   | Duración |  |
| 11.                                                              | «Arenas movedizas (maqueta)» (incluida en la edición digital del disco)  | 4:42     |  |
| 12.                                                              | «Noche de aullidos (maqueta)» (incluida en la edición digital del disco) | 4:14     |  |
| 53:58                                                            |                                                                          |          |  |